# Cyril Herry
Pour les articles homonymes, voir Herry (homonymie).
Cyril Herry est un écrivain et éditeur français.

## Biographie
Il est né à Limoges en 1970. Il étudie d'abord la photographie dans ses jeunes années aux arts décoratifs de Limoges avant de se consacrer en partie à l’écriture. En tant qu’éditeur il dirige d'abord les éditions Écorce, à partir de 2009, puis devient directeur de la collection "Territori" à La Manufacture de livres,.

## Prix et récompenses
En 2019, Cyril Henry remporte le prix du roman de l’année de Polar-Encontre. En 2019, il gagne le prix 9ème Voix des lecteurs.

## Œuvres
- Lille aux mortes, Ravet-Anceau, 2008  (ISBN 9782914657631).
- L’héritage Werther, Du Cursinu, 2014  (ISBN 9781090869135).
- Asile Zéro Archi, tome 1, Geste, 2014  (ISBN 9782367461489).
- Amigo, collectif, Écorce éditions, 2018.
- Scalp, Points éditions, 2019  (ISBN 9782757882054).
- Nos Secrets Jamais, Editions Le Seuil/Cadre Noir, 2020  (ISBN 9782021442311).
- Tempête Yonna, In8, 2020  (ISBN 9782362241093).
- J'ai misé sur le feu , La Manufacture des livres, 2022.
- La Meute, avec Aude Samama , Futuropolis , 2023  (ISBN 9782754831901)
- La Fille de Diogène, In8, 2024